# Area archeologica di San Lorenzo
Area archeologica di San Lorenzo è un'area archeologica situata nei pressi di Pegognaga, in provincia di Mantova.
Occupa un dosso su cui sorge anche l'antica pieve matildica di San Lorenzo. Le testimonianze archeologiche risalgono ad un arco cronologico che va dal II secolo a.C. al V-VI secolo d.C. I reperti vennero casualmente alla luce nella seconda metà dell'Ottocento e vennero raccolti dal dott. Alessandro Nizzoli, primo sindaco di Pegognaga. I suoi eredi donarono al Comune i reperti nei primi anni Novanta e costituiscono oggi la collezione del locale Museo civico archeologico.